# Niederhofen (Oettingen)
Niederhofen ist ein Gemeindeteil der Stadt Oettingen in Bayern im schwäbischen Landkreis Donau-Ries.
Das Dorf liegt südlich des Oettinger Forstes und ist von Oettingen knapp vier Kilometer entfernt. Es wird vom Augraben durchflossen, einem rechten Zufluss der Wörnitz. Um den Altort herum gruppieren sich mehrere Siedlungsgebiete.
1416 wurde Niederhofen nach dem Nachbarort Erlbach als Niedererlbach bezeichnet und befand sich im Besitz der Grafen zu Oettingen. Die Kapelle Zu Ehren der Heiligen fünf Wunden wurde 1730 erbaut.
Am 1. Januar 1972 wurde die Gemeinde Niederhofen im Zuge der Gebietsreform in Bayern zusammen mit ihrem Gemeindeteil Lohe nach Oettingen eingegliedert. Die ehemals selbstständige Gemeinde führte ein Wappen. 
Die Kreisstraße DON 4 läuft im Westen an dem Ort vorbei und führt zur Staatsstraße 2214 und nach Oettingen. Eine Gemeindestraße zweigt in Richtung Osten zur Staatsstraße 2221 ab.